# 巴黎條約 (1856年)
巴黎和約（Treaty of Paris）是在1856年3月30日俄羅斯帝國在克里米亞戰爭後和鄂圖曼帝國、英國、法蘭西第二帝國、薩丁尼亞王國，以及奧地利帝國、普魯士兩個中立國所簽訂的的和約。同年4月16日，簽署巴黎海戰宣言（Paris Declaration on Naval War），規定在戰爭期間，商業活動必須受到保護，巴黎海戰宣言確立四項原則：1、廢除私掠船制度；2、除戰時禁運品外，禁止捉捕懸掛中立國旗幟的船舶上的敵國貨物；3、除戰時禁運品外，禁止捉捕懸掛敵國旗幟的船舶上的中立國貨物；4、封鎖必須有實效，即必須由一支真正足以阻止進入敵國海岸的部隊所維持。

## 背景
在克里米亞戰爭中，薩丁尼亞王國和鄂圖曼帝國的軍事援助，與及奧地利、普魯士的外交壓力，使俄羅斯帝國在英法聯軍的攻勢下節節敗退，沙皇尼古拉一世抑郁而亡。1855年繼位的亞歷山大二世則頗傾向和平，加上俄羅斯海軍在塞瓦斯托波爾的基地失守，遂答應議和。結果，戰爭在1856年2月結束，列國遂於巴黎召開和平會議，簽訂此一條約。

## 內容
1. 同盟國將它們於戰爭中所佔領的地方歸還予俄國，但俄國不得在塞瓦斯托波爾設立防禦工事
2. 英國、法國、俄羅斯及其他交戰國撤軍，黑海改劃為中立地區，只對商船開放，而禁止建立軍事設施，任何國家的軍艦亦不得駛入
3. 重申1841年在倫敦簽訂的海峽公約，規定和平時期，達達尼爾海峽及博斯普魯斯海峽均不准外國戰艦通過
4. 重新保證在1815年維也納會議上確保的多瑙河得以國際開放，自由航行的權利
5. 俄國放棄對黑海西北面的摩爾達維亞及瓦拉幾亞兩地（人口主要為羅馬尼亞人）的控制權，並把南比薩拉比亞割讓予摩爾達維亞。名義上，土耳其為兩地的宗主國，但實際羅馬尼亞人已取得自治權。
6. 土耳其蘇丹同意推行改革以加強自身國力；同時承諾一如對待回教徒般平等看待國內基督徒